# كونور ماكمانوس
كونور ماكمانوس (بالإنجليزية: Connor McManus)‏ هو لاعب كرة قدم بريطاني في مركز الوسط، ولد في 29 فبراير 1996 في اسكتلندا في المملكة المتحدة. لعب مع نادي ألوا أثليتيك ونادي سلتيك.

## وصلات خارجية
- كونور ماكمانوس على موقع قاعدة بيانات كرة القدم.إي يو (الإنجليزية)
- كونور ماكمانوس على موقع Soccerbase.com (لاعب) (الإنجليزية)
- كونور ماكمانوس على موقع Soccerway.com (الإنجليزية)